# Невена Карановић
Невена Карановић (Ниш, 1961) српска је лекарка, кардиолог и политичар.
Студирала је на Медицинском факултету при Универзитету у Нишу, где је магистрирала 1997, и докторирала кардиологију 2001. Од 1988. до 2004. је радила као кардиолог на Клиници за кардиоваскуларне болести у Клиничком центру у Нишу. Била је један од оснивача партије Г17+, а у Народну скупштину улази након ванредних парламентарних избора у децембру 2003. Била је вршилац дужности Министра здравља у 2006, након оставке страначког колеге Томице Милосављевића

## Биографија
Невена Карановић је кардиолог и прва жена која се бавила уградњом пејс-мејкера (1996) и инвазивном кардиолошком дијагностиком (2000) у Србији .
На Медицинском факултету Универзитета у Нишу је дипломирала (1985) и завршила специјализацију из интерне медицине(1995). Радила је на Клиници за кардиоваскуларне болести Клиничког центра Ниш (1988-2004), као кардиолог у коронарној јединици и шеф одељења за пејс-мејкере. На Медицинском факултету Универзитета у Нишу одбранила је магистарски рад под називом „Хипертрофија леве коморе код болесника на дијализи“ (1997) и докторску дисертацију под називом „Прогностички значај резидуалне исхемије процењене стрес-ехокардиографским тестом рано после акутног инфаркта миокарда“ (2001). Била је стипендиста „Wellcome Trust“-a (2003) за лабораторијско истраживање у области атеросклерозе на Институту за Биохемију и молекуларну биологију Универзитета у Лондону (Institut of Biochemistry and Molecular Biology, University College London). На основу резултата свог научно-истраживачког рада у области кардиологије, 2011. године изабрана је у звање научног сарадника (реизабрана 2015).
Невена Карановић била је члан НВО Г17 Плус и један од оснивача политичке странке Г17 плус (2002). После парламентарних избора, 28. децембра 2003, изабрана је за народног посланика у Скупштини Републике Србије (јануар—март, 2004), а затим и за помоћника министара здравља за организацију здравствене службе и здравствену инспекцију (март - октобар 2004). Октобра исте године, Влада Републике Србије је поставила за заменика министра здравља/државног секретара. Ову функцију је у Министарству здравља обављала у три мандата владе, све до 6. септембра 2011. године, када је поднела оставку због преласка на другу дужност.
У оквиру Министарства здравља Републике Србије, Невена Карановић је водила неколико великих националних пројеката, међу којима и пројекте успостављања мреже центара за примарне перкутане интервенције у акутном инфаркту миокарда (у Нишу, Ваљеву, Ужицу, Лесковцу и Зајечару) и успостављање Клинике за кардиохирургију у Клиничком центру Ниш, због чега је награђена највишим признањем које додељује Скупштина Града Ниша - наградом ”11. јануар” (2011).
Образовање из области јавног здравља, реформе здравственог система, финансирања у здравству и здравственог менаџмента, стекла је на едукацијама и тренинзима у организацији признатих институција у овим областима (EU Observatory on Health Systems and Politics; Imperial College London, London, UK;
ЈAICA, Kourume, Japan). Новембра 2007. године Невена Карановић је изабрана у звање доцента на Факултету за пословне студије Мегатренд универзитета за област менаџмента, а септембра, 2011. године, у звање ванредног професора. На овом универзитету покренула је и водила постдипломске студије менаџмента здравствених установа. Другу докторску дисертацију, под називом ”Утицај едукације из области менаџмента на перформансе здравствених установа”, одбранила је 2015. године на Факултету за пословне студије у Београду, чиме је стекла звање доктора економских наука.
Од 2015. године запослена је на Институту за рехабилитацију Београд. Удата је и мајка Кристине и Катарине.

## Признања
Добитник је, 2011. године, највећег признања Града Ниша - Награде „11. јануар“, за допринос у успостављању кардиохирургије у Клиничком центру Ниш.

## Дела
Аутор је и коаутор 212 публикација из области медицине (кардиологија и нефрологија), менаџмента и корпоративне друштвене одговорности за здравство.